# Meru (Pflanze)
Meru ist der altägyptische Name einer Pflanze, aus der ein Aromaöl gewonnen wurde, das unter anderem als begehrte Handelsware bereits in der Frühzeit Ägyptens Verwendung fand. Aus welcher Pflanze das Öl gewonnen wurde, ist unklar.
Es könnte sich bei der Pflanze einerseits um die Libanon-Zeder handeln, andererseits ist ein Bezug auf andere asiatische Koniferen möglich. Für dieses Öl entsandten Könige wie Semerchet (1. Dynastie) Expeditionen bis in die Levante. In seinem Grab bei Abydos wurden Gefäße mit entsprechender Aufschrift gefunden.